# Hundtjärnen (Stensele socken, Lappland)
Hundtjärnen är en sjö i Storumans kommun i Lappland och ingår i Umeälvens huvudavrinningsområde.